# 김철민 (1957년)
김철민(金哲玟, 1957년 2월 15일~)은 대한민국의 기업인 출신 정치인이다. 민선5기 경기도 안산시장을 맡았었다. 2016년 4.13 20대 총선에서 안산 상록구 을 지역구에 나와 현 지역구 의원이였던 국민의당 김영환 의원과 새누리당 홍장표 후보를 제치고 당선되었다. 김철민은 20대 총선을 통해 처음으로 국회의원으로써 국회에 입성하게 되었다. 전라북도 진안군 출생이다.

## 학력
- 1963~1969 대전중앙국민학교 졸업
- 1969~1972 대전중학교 졸업
- 1972~1974 경동고등학교 3년 중퇴
- 1975 고등학교졸업자격 검정고시
- 1981~1991 대전공업전문대학 건축공학 학사
- 2006~2008 한양대학교 산업경영디자인대학원 경영학 석사

## 경력
- 새천년민주당 경기도 지부 안산시 갑 지구당 부위원장
- 새천년민주당 경기도 지부 안산시 갑 지구당 도시계획국장
- 민주당 지방자치위원회 부위원장
- 민주당 경기도당 중소기업특별위원회 위원장
- 민주당 경기도당 안산시 상록구 을 지역위원회 위원장 직무대행
- 안산종합건축사사무소 대표
- 안산시건축사협회 회장
- 상록신용협동조합 이사장
- 안산시육상경기연맹 회장
- 안산중앙라이온스클럽 회장
- 국제라이온스클럽 354B지구 부총재
- 경희대학교AMP 안산총동문회 회장
- 안산시호남향우회 회장
- 안산상록경찰서 선진질서위원회 위원장
- 2010년 6월 2일: 제5회 전국동시지방선거 당선(민선 5기, 경기도 안산시장, 민주당, 초선)
- 2010.07.01~2014.06.30: 제12대 경기도 안산시장(민선 5기, 민주당→민주통합당→민주당→새정치민주연합→무소속, 초선)
- 2012.11.07~2014.06.30: 제1대 전국다문화도시협의회 회장 역임
- 2013.01.01~2014.06.30: 제7대 경기중부권행정협의회 회장 역임
- 2016년 4월 13일: 대한민국 제20대 국회의원 선거 당선(경기 안산시 상록구 을, 더불어민주당, 초선)
- 2016.05~2024.05: 더불어민주당 경기도당 안산시 상록구 을 지역위원회 위원장
- 2018.08~2020.08: 더불어민주당 도시재생특별위원회 위원장
- 2020년 4월 15일: 대한민국 제21대 국회의원 선거 당선(경기 안산시 상록구 을, 더불어민주당, 재선)
- 2020.09~2021.05: 더불어민주당 제2사무부총장(조직)
- 2021.01~2022.10: 더불어민주당 경기도당 수석부위원장
- 2023.12~2024.03: 제22대 국회의원 선거 경기 안산시 을·안산시 병 더불어민주당 국회의원 예비후보

### 의정 활동
- 2016.05~2020.05: 제20대 국회의원(경기 안산시 상록구 을, 더불어민주당, 초선)
  - 2016.06~2018.05: 제20대 국회 전반기 농림축산식품해양수산위원회 위원
  - 2018.07~2020.05: 제20대 국회 후반기 국토교통위원회 위원
- 2020.05~2024.05: 제21대 국회의원(경기 안산시 상록구 을, 더불어민주당, 재선)
  - 2020.06~2022.05: 제21대 국회 전반기 교육위원회 위원
  - 2020.06~2021.05: 제21대 국회 전반기 예산결산특별위원회 위원
  - 2020.07~2024.05: 철강포럼 구성의원
  - 2022.07~2023.06: 제21대 국회 후반기 행정안전위원회 위원
  - 2022.12~2023.01: 제21대 국회 윤리특별위원회 위원
  - 2023.01~2023.05: 제21대 국회 윤리특별위원회 간사
  - 2023.06~2024.05: 제21대 국회 후반기 교육위원회 위원장
  - 2023.06~2023.07: 제21대 국회 정치개혁 특별위원회 위원

## 전과
- 건축법위반: 벌금 500만원 - 1998년 8월 14일 선고[2]
- 도로교통법위반(음주운전): 벌금 150만원 - 2000년 3월 31일 선고[2]
- 건축법위반: 벌금 700만원 - 2000년 8월 18일 선고[2]
- 교통사고처리특례법위반, 도로교통법위반(음주운전): 벌금 300만원 - 2002년 11월 12일 선고[2]

## 수상
- 2013 전국기초단체장 메니페스토 우수사례 경진대회 우수
- 2013 한국메니페스토실천본부 전국기초단체장 공약이행 및 정보공개평가 최우수
- 2012 전국기초단체장 메니페스토 우수사례 경진대회 우수
- 2012 한국메니페스토실천본부 전국기초단체장 공약이행 및 정보공개평가 최우수
- 2011 한국메니페스토실천본부 전국기초단체장 공약실천계획서 평가 2개부문 최우수
- 2001 경기도지사 표창

## 저서
- 희망의 도시 안산(지성의샘, 2013)
- 꿈꾸는 도시 안산(도서출판 AJ, 2010)

## 역대 선거 결과
|  | 40.12% |

|  | 52.76% |

|  | 22.27% |

|  | 34.03% |

|  | 57.77% |

## 소속 정당
| 소속 정당 | 소속 정당      | 소속 기간 | 비고      |
| --------- | -------------- | --------- | --------- |
|           | 새천년민주당   | 2002~2003 | 정계 입문 |
|           | 무소속         | 2003      | 탈당      |
|           | 열린우리당     | 2003~2007 | 창당      |
|           | 대통합민주신당 | 2007~2008 | 합당      |
|           | 통합민주당     | 2008      | 합당      |
|           | 민주당         | 2008~2011 | 당명 변경 |
|           | 민주통합당     | 2011~2013 | 합당      |
|           | 민주당         | 2013~2014 | 당명 변경 |
|           | 새정치민주연합 | 2014      | 합당      |
|           | 무소속         | 2014      | 탈당      |
|           | 새정치민주연합 | 2014~2015 | 복당      |
|           | 더불어민주당   | 2015~현재 | 당명 변경 |

## 같이 보기
- 안산시 상록구 을
- 안산시 상록구의 국회의원
- 안산시장